# 白沙镇 (莆田市)
白沙镇是中国福建省莆田市涵江区下辖的一个镇。

## 行政区划
白沙镇下辖以下地区：
白沙社区、坪盘村、澳柄村、澳东村、龙东村、龙西村、东泉村、狮亭村、田厝村、广山村、宝阳村、长兴村和洋顶村。